# 马蒂亚斯·奥克尔特
马蒂亚斯·奥克尔特（德語：Matthias Ockert，1970年—）是一名德国的作曲家兼吉他手。

## 简历
马蒂亚瑟·奥克尔特生于博登湖县。在他学习音乐之前，他在柏林工业大学进行建筑专业本硕连读的学习，并且在1998年毕业。在此期间，他亦师从卡罗·尹德希斯（Carlo Inderhees）学习作曲与乐理。在此之后，他继续在柏林音乐大学与卡尔斯鲁厄音乐大学师从沃夫冈·里姆（Wolfgang Rihm）、桑迪普·巴格瓦蒂（Sandeep Bhagwati）和汉斯皮特·居布尔茨（Hanspeter Kyburz）完成了作曲专业本硕连读的学习。他亦定期去纽约，师从爵士吉他手阿特利亚·佐勒和比尔·康纳斯学习爵士吉他技巧。
奥克尔特从1995年起开始进行吉他教学的工作。从2001年起，他作为一名吉他教师受雇于卡尔斯鲁厄的Klangfächer音乐学校。